# チャンネルがーどまん
チャンネルがーどまん（英語: Channel guard man）は、日本の3人組YouTuberユニット、ならびに同ユニットの開設するチャンネルの一つ。現在の主なメンバーは「がーどまん」、「MY」、「山ちゃん」。「ドッキリ」という名目で相手の家に乗り込み、ものを破壊したり売却したりする過激動画を投稿している。
この項目ではがーどまんが結成した音楽グループ「ロクデナシ宇宙」についても解説する。

## 概要
高校卒業後、大学への奨学金をパチンコで無くしてしまったため就職し現場で働いていたMYを誘ったことからYouTube活動を開始。

### 活動プラットフォーム
YouTube
チャンネルがーどまん Channel guard man
過去に削除されたチャンネル「MY がーどまん」チャンネルのサブチャンネルとして開設されたが、現在はメインチャンネルとなっている。2、3日に一回動画を更新する。
夜のチャンネルがーどまん
現在のメインチャンネルのサブチャンネルとして運用され、メインチャンネルの「その後の動画」やメインチャンネルより規模の小さいドッキリ動画が投稿され、時たま心霊系の動画も投稿される。
山ちゃんクッキング
以前は、がーどまんと山ちゃんとのゲームチャンネルとして運用されていた。1年近く更新されなかったが、2024年11月にチャンネルを「ニートがーどまん」から改名し、山ちゃんのサブチャンネルとして運用されている。
Prank Record
以前は、「MYの個人チャンネル」としてMYの趣味である車の動画が数多く上げられてきた。その後更新が止まり、2024年10月にチャンネルを「のんびりチャンネルがーどまん」に改名し、心霊系動画が上がり始める以前の「夜のチャンネルがーどまん」と似て、ドッキリの「その後の動画」等の投稿を始める。しかし、2025年1月27日現在、MYのファーストアルバム配信開始と同時に「Prank Record」にさらに改名され、それ以降、すべての動画が非公開になりMV専用のチャンネルとなった。
エガワ家
がーどまんとふくれなの結婚生活のvlogチャンネルとして運用されている。
がーどまん【個人チャンネル】
主に登場するのは後輩ラッパーであるブッダやチャンネルがーどまんの準レギュラーであるマチョリティー。主にMCバトルの解説や密着動画を上げている。
わっさーふぁんくらぶ【公式】
チャンネルがーどまんの唯一の公認切り抜きチャンネル。総集編や○○集が定期的に投稿され、本家のチャンネルでも「口に牛乳含んで○○集を見てみた」がシリーズ化している。
Wonder Room
420ファミリー
YouTubeに投稿すると削除されてしまうような動画や過去の動画で様々な要因で非公開になった動画を再投稿している。
その他
XやInstagram、TikTokでも活動している。外部リンク節を参照。

### 略年譜
- 2016年
  - 8月30日、最初のチャンネルである「MY がーどまん」を開設しYouTube活動を開始[16]。

- 2018年
  - 7月24日、「夜のチャンネルがーどまん」チャンネルを開設。
  - 8月20日、メインチャンネルが一時停止されたことを、当時のサブチャンネル（現在のメインチャンネル）で報告[動画 3]。
  - 8月21日、 動画投稿再開。
  - 10月15日、「MY がーどまん」チャンネルがYouTube運営によりアカウント削除。
  - 12月25日、「チャンネルがーどまん」チャンネルの登録者数が10万人を突破[動画 4]。
- 2019年
  - 1月28日、芸能事務所のKiiiに所属[17][動画 5]。
  - 2月22日、「ニートがーどまん」（現在の「山ちゃんクッキング」）チャンネルを開設。
  - 8月24日、「チャンネルがーどまん」チャンネルの登録者数が100万人を突破[4]。
- 2020年
  - 11月8日、MY独自ブランド「Nasty Dog」販売開始[動画 6]。
- 2021年
  - 6月4日、所属事務所であったKiiiを退所[動画 7][18][19]。
  - 10月5日、芸能事務所のCarry Onに所属[動画 8]。
  - 11月17日、「チャンネルがーどまん」チャンネルの登録者が200万人を突破[20][21]。
- 2022年
  - 3月4日、関西コレクション2022に出演[22][23]。
  - 7月20日、「夜のチャンネルがーどまん」チャンネルの登録者数が100万人を突破[24]。
  - 9月25日、ソフトバンク－ロッテ23回戦でメンバーの3人がセレモニアルピッチを務めた[25]。
- 2023年
  - 6月30日、Carry Onを退所[26]。
- 2025年
  - 2月22日、「チャンネルがーどまん」チャンネルの登録者が300万人を突破。

## メンバー

### がーどまん
チャンネルがーどまんのリーダー。
YouTubeを始める前からラッパーとしては活動している。学生時代からラッパー活動を行っており、晋平太に憧れたことがラップを始めたきっかけだという。YouTube活動が本格化した現在でもラッパーとしても活動中であり、楽曲がYouTubeだけで100万再生されたり、いくつものMCバトルの大会で優勝を収めている。
当初はかなり生活が厳しく、Wi-Fiがあるところを探し回るような生活をしていた。食事もろくにできない中ずっとついてきてくれたMYには本当に感謝していると述べている。
本業がラッパーであり、大阪出身であるためトーク力に長けており、ドッキリではなくトークの面白さで動画を見ている視聴者も多い。相方であるMYとの掛け合いではツッコミを担当することが多く、特に漫画やアニメ等のキャラクターにたとえる「例えツッコミ」が有名である。相方のMYから破壊ドッキリ等をうけて「えぐいてぇぇ！！」と叫ぶ様子も有名である。
2019年1月15日の動画から、2020年2月1日の引退動画を機に坊主にした時期や、2024年10月の自身の結婚式に臨んで髪型を一新した時期を除いて、現在もキノコヘアを続けていたことが確認できる。推しマークも🍄を用いるなど彼を象徴する髪型となっている。

### MY
ワッサー アンダーグラウンド レペゼン 420から発信！どうもMYです！—アンダーグラウンドのみんな！調子どう？岸和田市（420は岸和田市の市外局番であり、大麻の隠語）を代表して、MYが発信するよ！
チャンネルがーどまんの相方。チャンネルがーどまんの中では一番の先輩であり、他のメンバーからは一貫して「MYくん」と呼ばれている。トレードマークであるドレッドヘアを非常に大事にしており、髪の毛がドッキリにかけられた時は異様に怒り狂う。小学2年生の時点で高校3年生の身長を抜いていたという。
どのような経緯で呼ばれ始めたのかは不明であるが、がーどまんからは頻繁に「ゴキブリ」と呼ばれる。急に話す言葉がおかしくなったり、テンションがおかしくなったり、怒ったりするため、メンバーや視聴者からは「日本語病気」や「沸点病気」と呼ばれている。
また、人物名は宮本悠弥とされているが、がーどまんから｢離婚して名字は宮本じゃない｣と発言がみられたことで真相は不明である。

### 山ちゃん
仕事先で車を横転させる事故を起こしてしまい、共通の友人を通して、がーどまんに誘われチャンネルがーどまんのカメラマンを担当し始める。2021年1月下旬にサブチャンネル「夜のチャンネルがーどまん」が動画投稿停止となった際、正式にチャンネルがーどまんにメンバーとなる。
録画データを何度も消す、がーどまんのお金で勝手にギャンブルをする、がーどまんやMYのお金を勝手に盗む、がーどまんの私物（遊戯王カードや金）を勝手に売る、ゲームの代行を依頼する、など問題行動も多く、何度も「脱退」を繰り返しており、その度に復活している。
2022年5月にイギリス旅行に行った後、肺気胸になり緊急手術を受けた。10日後には、手術が成功し、退院したことを報告した。

### その他のメンバー
マチョリティ
2024年から、「友達の家に窓ガラスからマッチョ5人で乗り込んでみた」という動画を機に、チャンネルがーどまんにおいて主にカメラマンや力仕事を担当している。上記3名以外で最も出演頻度が多い。元々、自身のチャンネルで筋トレ動画を上げていた。
ブッダ
2024年から、「夜のチャンネルがーどまん」の心霊系動画に多数出演し、メイン動画のカメラマンやアシスタントも担当している。元々、ラッパーとして活躍している。
てるてる
中学生の時に、友達伝いで「岸和田のラップ上手い人がいる」と言われ、がーどまんと知り合ったため、がーどまんとはMYより付き合いが長い。「MY がーどまん」チャンネルのカメラマンも担当していた。現在は東京で就職している。
中村（なおや）
2020年頃から、3年ほどカメラマンを担当しておりカメラマン歴は一番長い。

### 脱退したメンバー
チャーシュー
MYの友達。以前のチャンネル「MY がーどまん」に出演していた。現在は運営によりチャンネル削除されているため、出演動画は残っていないが、2018年10月のがーどまんのMV「がーどまん／仲間」にカメラマン役として出演。さらに、2024年5年15日、チャンネルがーどまんの引退ドッキリ動画に再出演した。
モナリザ（田端 康成,、たばた かんせい）
がーどまんの中学の同級生。「チャンネルがーどまん」の初期のメンバーとしてカメラマンを担当していた。しかし、動画編集をサボるなど仕事の面でいい加減なところがあり、それをがーどまんが注意したところ、辞めると言って加入から6ヶ月で脱退した。その後すぐは、漁師として生計を立てていたが、チャンネルがーどまんから「逃げて」しまったことに心残りがあり、「ややこし」と「Earl Stone」とでHRK Stationという３人組グループを結成し、また有名になってやり直そうと志した。また、自身のチャンネルも開設し、2021年5月までゲーム動画やvlog動画を上げていた。
がーどまんとモナリザは、脱退後1年ほどで仲直りをしており、2019年10月、がーどまんのMV「がーどまん/1ページ」に出演した。さらに、2024年5月の動画では、チャンネルがーどまんに再出演を果たした。
ややこし（8854）
初期の動画のカメラマンを担当したが、2024年5月15日のチャンネルがーどまん引退動画まで出演はなかった。特に、2019年8月の「MYが逮捕されました。」というドッキリ動画の警察官役や、2019年11月の「チャンネルがーどまん『フィリピン編』」のカメラマンを担当した。
十六夜（いざよい）
2020年後半頃、自身の悩みを地元の先輩であるがーどまんに相談したところ、がーどまんに誘われ生活環境を整えるために4ヶ月間、チャンネルがーどまんのカメラマンを担当していた。しかし、自身の夢を追うため、2021年4月21日を以って、チャンネルがーどまんを卒業した。

## ディスコグラフィ

### がーどまん

#### アルバム
| #   | 配信日        | タイトル   | クレジット                  | 収録曲                                                                                                   | 配信元                        |
| --- | ------------- | ---------- | --------------------------- | --- | ----------------------------- |
| 1st | 2020年2月14日 | がーどまん | 作詞：GARDMAN 作曲：GARDMAN | 1. 1ページ 2. 諦め 3. 夢 4. 現実アレルギー 5. 仲間 6. 再会                                               | TuneCore Japan ℗ 2020 GARDMAN |
| 2nd | 2023年8月28日 | ROAD       | 作詞：GARDMAN 作曲：GARDMAN | 1. 今日から 2. りすたーと 3. don't worry 4. 現実アレルギー 5. ごめん 6. beautiful days 7. ONE BIG FAMILY | TuneCore Japan ℗ 2023 GARDMAN |

#### シングル
| #   | 配信日         | タイトル                  | クレジット                                  | 収録曲                       | 配信元                                     |
| --- | -------------- | ------------------------- | ------------------------------------------- | ---------------------------- | ------------------------------------------ |
| 1st | 2021年5月26日  | 家族                      | 作詞：がーどまん 作曲：zyagyo               | 1. 家族                      | TuneCore Japan ℗ 2021 チャンネルがーどまん |
| 2nd | 2021年12月11日 | Dear Friends (feat. 音羽) | 作曲：惠川守                                | 1. Dear Friends (feat. 音羽) | TuneCore Japan ℗ 2021 CHANNERUGARDMAN      |
| 3rd | 2023年11月25日 | 結婚                      | 作詞：がーどまん 作曲：がーどまん           | 1. 結婚                      | TuneCore Japan ℗ 2023 GARDMAN              |
| 4th | 2024年5月15日  | FRIENDS                   | 作詞：がーどまん 作曲：がーどまん           | 1. FRIENDS                   | TuneCore Japan ℗ 2024 gardman              |
| 5th | 2025年2月22日  | I'm fight (feat. EDO)     | 作詞：がーどまん, EDO 作曲：がーどまん, EDO | 1. I'm fight (feat. EDO)     | TuneCore Japan ℗ 2025 GARDMAN              |

### MY

#### アルバム
| #   | 配信日        | タイトル       | クレジット        | 収録曲                                                                                              | 配信元                   |
| --- | ------------- | -------------- | ----------------- | --------------------------------------------------------------------------------------------------- | ------------------------ |
| 1st | 2025年1月26日 | ONE BIG FAMILY | 作詞：MY 作曲：MY | 1. 吸ったらええやんか 2. ぶっ飛ぶ煙 3. レモネード 4. ただいま 5. ステップ 6. お祭り 7. お前といれば | TuneCore Japan ℗ 2025 MY |

#### シングル
| #   | 配信日        | タイトル    | クレジット        | 収録曲           | 配信元                                |
| --- | ------------- | ----------- | ----------------- | ---------------- | ------------------------------------- |
| 1st | 2021年7月14日 | レペゼン420 | 作詞：MY 作曲：MY | 1. M→Y 2. この声 | TuneCore Japan ℗ 2021 Channel Gardman |
| 2nd | 2024年4月20日 | チヨコ      | 作詞：MY 作曲：MY | 1. チヨコ        | TuneCore Japan ℗ 2025 MY              |

## 出演

### TV
- 2019年
  - 11月19日、フリースタイルダンジョン (テレビ朝日)[49][注釈 1]
- 2022年
  - 10月9日、Battle for money 戦闘中～激突!最強VS最強～ (フジテレビ)[動画 48][50][注釈 2]
- 2023年
  - 5月5日、流派-R since2001 (テレビ東京)[49][注釈 2]

### イベント
- 2019年
  - 5月26日、チャンネルがーどまん頂上決戦～白黒はっきり付けようや！！～（Kiii主催）[注釈 3]
- 2023年
  - 9月21日、ライブ開催＠名古屋「CLUB HITODE」[動画 49]
- 2024年
  - 2月3日、「Nasty Dog」大阪店開店 & POPUP開催@大阪店
  - 3月2日、「Nasty Dog」POPUP開催@大阪店
  - 4月7日、「Nasty Dog」POPUP開催@福岡「酒場 NOBOSE大名」
  - 6月8日、「Nasty Dog」原宿店開店 & POPUP開催@原宿店
  - 8月24日、「Nasty Dog」POPUP開催@福岡「酒場 NOBOSE大名」[動画 50]
  - 8月25日、「Nasty Dog」POPUP開催@名古屋PARCO西館5階[動画 50]
  - 10月20日、「Nasty Dog」POPUP開催@原宿店
  - 11月9/10日、「Nasty Dog」POPUP開催@札幌PARCO3階
  - 12月21/22日、「Nasty Dog」POPUP開催@名古屋PARCO西館5階
  - 12月23日、「ロクデナシ宇宙&MY落とし前イベント」開催@大阪BIGCAT4階
- 2025年
  - 1月18/19日、「Nasty Dog」POPUP開催@大阪店
  - 2月22/23日、「Nasty Dog」POPUP開催@福岡PARCO本館1階
  - 3月2日、「ロクデナシ宇宙とMYダンジョン」開催@渋谷HARLEM
  - 3月23日、「Nasty Dog」POPUP開催@大阪店 with 那須川天心[動画 51]
  - 3月29日、ライブ開催@IBiZA福岡
  - 4月18日、ライブ開催@101 SENDAI
  - 4月19/20日、「Nasty Dog」POPUP開催@名古屋PARCO
  - 4月28日、ゲストライブ@UTAGE SAPPORO
  - 5月3日、「Nasty Dog」POPUP開催@広島PARCO本館8階
  - 5月4日、「Nasty Dog」POPUP開催@原宿店
  - 5月5/6日、「Nasty Dog」POPUP開催@大阪店 w/ ふくれな
  - 6月/14日、LIVEのスペシャルゲストとして登場@CLUB L2 HIROSHIMA
  - 6月21/22日、「Nasty Dog」POPUP開催@静岡PARCO5階

## グッズ
- LINEスタンプ「チャンネルがーどまんスタンプ」[51][52]（2025年現在、購入不可。）
- MYの独自アパレルブランド「Nasty Dog」
- がーどまんの独自シーシャブランド「Mushroom」

## 騒動

### がーどまんの家に花火が打たれる事件
2021年5月6日、深夜に複数人でがーどまんの自宅を訪れ、約100発のロケット花火に点火し巨大な火柱が上がる動画や、がーどまんの家の敷地内に野糞をする動画がTikTokで拡散された。これを受け13日、がーどまんは自身のXとチャンネルを更新し、すでに警察に被害届を提出済みであることを報告し、情報提供を呼びかけた。
そして10月30日には、当時23歳の犯人2人が建造物損壊の疑いで書類送検されたことを報告。メディア取材も功を奏し、視聴者からの情報提供で逮捕に繋がったとして感謝した。
11月24日、犯人の1人が獄中で書いた謝罪文が届いたことを報告。さらに、12月25日、もう1人の犯人からも同趣旨の謝罪文が届いたことを報告。そのなかで、今までは悪質性や再犯の可能性、謝罪文の内容の幼稚さを考慮し、被害届を取り下げることはないとしていたが、反省しているかどうかわからないながらも取り下げることを報告した。

### 日本一周企画での事故
2022年4月5日、チャンネルがーどまんは心霊動画撮影の終わりの高速道路にて、キャンピングカーが二回転しそのまま大破する大事故が起きた事を報告した。当時「日本一周企画」と題して、キャンピングカーで全国を回っていた。中村、山ちゃんの2人が深夜にキャンピングカーで東京から大阪まで移動している最中に事故が発生。2人とも無傷だった。なお、事故発生時、がーどまんとMYは仕事のため大阪にいた。
今回の事故でキャンピングカーは大破し進行中だったキャンピングカーでの「日本一周企画」は中止すると発表した。

### 税金トラブル
2023年6月30日、一任していたCarry Onの外部委託の税理士ががーどまんの税金の支払いを代理せず、がーどまんらメンバーの自宅や実家に国税局の査察が入ったこと、事務所をすでに退所したことを報告した。この件を機に、退所するYoutuberが相次ぐ事態となった。
7月6日には、引退することを報告したが、3日後の9日、引退を撤回した。翌10日には、Carry Onと「非を認め合って和解できました」と話した。

### チーズ牛丼風呂ドッキリでのプチ炎上
2024年4月26日、「友達の風呂にチーズ牛丼200人前詰めてみた【ドッキリ】」というタイトルで動画を投稿。メンバーのMYが、がーどまんの実家のお風呂牛丼まみれにし、がーどまんの反応を動画にすると言う内容であった。
この動画にSNS上では「まだこんなことをやるYouTuberがいることに驚き」「突拍子なことをして面白いことはもあるとは思うが、これは食べ物を粗末に扱っているだけ」などと批判された。また、YouTuberのゆたぼんも「学校で何を学んできたんや」と批判。
この反応を受け、がーどまんは「ダンボールでかさ増ししてたから、6人で食べたよ」と釈明した。

### 始球式ユニフォームを川に捨てるドッキリでの炎上
2024年5月1日、「川でゴミ拾いしたら大事な私物が大量に捨てられてる【ドッキリ】」というタイトルで動画を投稿。メンバーのMYが、がーどまんの遊戯王のレアカードや、セレモニアルピッチで着用したソフトバンクの背番号「２７」ユニフォームなどの私物が河原に一時的に捨てられ、これを発見するがーどまんの反応を動画にするといった内容であった。
この動画にSNS上では「失礼極まりない」「非常に不快です」などと批判された。また、ソフトバンクの又吉克樹も2日にXで「人の価値観だから何とも言えんけどユニフォームをあんな扱いするのは見たくない。事実確認とはいえ見なきゃ良かった」と苦言を呈した。
その後、5月4日に、チャンネルを更新し、MYとがーどまんが謝罪し、始球式の際に「ソフトバンクのお偉いさんから『チャンネルがーどまんなんで、ドッキリとか、燃やしたりとか好きに使ってください』って言われていた」と釈明した。

## ロクデナシ宇宙
ロクデナシ宇宙は当初、2022年4月に結成されたラッパーの「がーどまん」と「丈」、「DJゆの」からなる音楽グループであった。同年にEP「ろくでなし」でデビューし、収録曲「High School Monster」のMVはYouTubeで130万再生を突破した。その後、2022年10月に解散し、「High School Monster」などの楽曲は音楽配信サービスでは再生できない状態となったが、2024年に「がーどまん」と「丈」の2人組ユニットとして活動再開を果たした。収録曲である「High School Monster」は配信サービスで再度視聴可能となり、Spotifyの「バイラルトップ50 -日本」に6月8日に4位でランクインした。

### ディスコグラフィ

#### アルバム
| #   | 配信日        | タイトル        | クレジット                                | 収録曲                                                                               | 配信元                               |
| --- | ------------- | --------------- | ----------------------------------------- | ------------------------------------------------------------------------------------ | ------------------------------------ |
| 1st | 2024年5月21日 | ロクデナシバス  | 作詞：ロクデナシ宇宙 作曲：ロクデナシ宇宙 | 1. High School Monster 2. カートゥーン 3. サヨナラバス                               | TuneCore Japan ℗ 2024 ロクデナシ宇宙 |
| 2nd | 2024年10月1日 | ロクデナシFINAL | 作詞：ロクデナシ宇宙 作曲：ロクデナシ宇宙 | 1. i棒 2. ayaaya 3. フリーキーサンデー 4. 学園ベイベー 5. 雨に唄えば 6. 9/21 7. 何者 | TuneCore Japan ℗ 2024 ロクデナシ宇宙 |

#### シングル
| #   | 配信日        | タイトル                      | クレジット                                                | 収録曲                           | 配信元                               |
| --- | ------------- | ----------------------------- | --------------------------------------------------------- | -------------------------------- | ------------------------------------ |
| 1st | 2024年6月30日 | アンチマン                    | 作詞：ロクデナシ宇宙 作曲：ロクデナシ宇宙                 | 1. アンチマン                    | TuneCore Japan ℗ 2024 ロクデナシ宇宙 |
| 2nd | 2024年7月29日 | デジャブ                      | 作詞：ロクデナシ宇宙 作曲：ロクデナシ宇宙                 | 1. デジャブ                      | TuneCore Japan ℗ 2024 ロクデナシ宇宙 |
| 3rd | 2024年8月24日 | ハイウェーブ                  | 作詞：ロクデナシ宇宙 作曲：ロクデナシ宇宙                 | 1. ハイウェーブ                  | TuneCore Japan ℗ 2024 ロクデナシ宇宙 |
| 4th | 2025年4月9日  | ガラパゴス                    | 作詞：ロクデナシ宇宙 作曲：ロクデナシ宇宙                 | 1. ガラパゴス                    | TuneCore Japan ℗ 2025 ロクデナシ宇宙 |
| 5th | 2025年5月12日 | Scrap Do                      | 作詞：ロクデナシ宇宙 作曲：ロクデナシ宇宙                 | 1. Scrap Do                      | TuneCore Japan ℗ 2025 ロクデナシ宇宙 |
| 6th | 2025年7月1日  | 今日は何しよう (feat. SyAchi) | 作詞：ロクデナシ宇宙, SyAchi 作曲：ロクデナシ宇宙, SyAchi | 1. 今日は何しよう (feat. SyAchi) | TuneCore Japan ℗ 2025 ロクデナシ宇宙 |